# Saagri (Haanja)
Saagri – wieś w Estonii, w prowincji Võru, w gminie Haanja.